# 毛利元就
毛利元就（日语：／ Mōri Motonari，1497年4月16日—1571年7月6日）是日本戰國時代中國地方大名，安藝國人眾毛利弘元之子，幼名松壽丸，另名為少輔次郎。原姓大江，家系以大江廣元四男毛利季光为祖先。家紋為一文字三星紋。
在大哥毛利興元與侄子毛利幸松丸皆連早逝下，接下家督之位。当时，中國地方西有盤踞周防、長門的大內義興、大內義隆父子，北有狼臥出雲、伯耆的尼子經久、尼子晴久祖孫。然而在他領導下，首先以統一安藝國內的勢力，以女兒五龍局嫁予宍戶隆家以穩固緩和長期與宍戶家敵對關係，後又以兩川制度分別介入次男˙元春吉川家、三男˙隆景小早川家。安藝毛利氏在西討大內氏、北伐尼子氏、南征大友氏的努力下，從安藝國地方國人眾小勢力最終發展成統治中國地方安藝、周防、長門、石見、出雲、隱岐、伯耆、備中，還染指北九州大友家勢力的筑前、豐前等10個分國的勢力，領地石高接近120萬石，成為西日本強大的勢力之一。他以離間計調略敵對臣下聞名，後人稱其為「謀將」「謀神」「智將」「西國/中國第一智將/頂尖的謀將」。與出雲的尼子經久、備前的宇喜多直家被稱為「中國三大謀將」。

## 生平

### 早年生活
1497年（明應6年）3月14日，在鈴尾城（福原城，大江毛利一門福原広俊居城，同時也是毛利元就的外祖父）元就出生，幼名松壽丸，當地現今留存了元就誕生的石碑。
1500年（明應9年），父親弘元因捲入大內氏及幕府之間的紛爭決定讓位給嫡男興元，松壽丸和弘元移居多治比猿掛城。
1501年（文龜元年），母親逝世。
1506年（永正3年），父親弘元因酒精中毒逝世。由於兄長興元此時隨大內義興遠征畿內上洛進京，無依無靠的松壽丸在此時遭到家臣井上元盛多番欺凌，甚至一度因居城遭霸佔流落民間，與養母（弘元繼室）杉大方相依為命，而被坊間稱為「乞食若殿」。
1511年（永正8年），賴杉大方拜偕興元勸說，松壽丸元服，並以居城多治比為姓成為毛利氏分家，更名元就。
1516年（永正13年），長兄興元亦死於酒精中毒，興元稚子幸松丸繼任家督，多治比(毛利)元就以二十歲之齡擔任後見役家老。翌(1517)年倒戈尼子氏後積極拓展勢力範圍的安藝武田氏當主武田元繁趁勢進攻，率領5千大軍攻打吉川氏的有田城。吉川氏向毛利氏求援，元就代替侄子幸松丸為陣代出兵救援，亦為元就的初陣。元就先以奇襲討死武田氏先鋒熊谷元直，後誘使亟欲復仇的武田元繁至占有地利的右打川交戰，並在亂戰中將其射殺；潰敗的武田軍稍後試圖發動夜襲，卻又被早有準備的元就擊敗（有田中井手之戰）。此役元就以千餘寡兵大破強鄰，名震安藝，亦被後世稱為西國桶狹間之戰，而安藝武田氏則隨之衰落。
1517年（（永正14年）），與吉川國經女兒妙玖結婚。

### 繼承家督

毛利家家紋

1523年（大永3年），元就支援尼子經久攻打安藝國中支持大内氏的藏田氏（藏田房信），是為鏡山城之戰，元就用計誘降敵將藏田直信開城進而攻陷鏡山城，因此威名大振，卻也讓尼子氏備感威脅，毛利幸松丸在此戰之後，以9歲幼齡病逝，最終家臣推舉元就為毛利家的繼承人。而反對他為繼承人包括了三位家老坂廣秀、桂廣澄、渡邊勝，在尼子氏的煽動下受到了其一門尼子豐久及重臣龜井秀綱的指示而試圖謀反，推舉元就之弟相合元綱取而代之。但元就在傅役志道廣良協助之下，取得了京都幕府足利將軍家的御內書，幕府將軍家認可元就是毛利家繼承人的書狀，清除了謀反勢力。同年，長男隆元誕生。

1525年（大永5年），由於敵對的尼子經久介入元就家督繼承人問題內耗下，種下元就『親大內，遠尼子』重要原因，元就決定轉而臣服於西邊的大內義興之下。
1529年（享祿2年），消滅曾經透過幸松丸介入毛利家的外戚石見國人眾高橋興光，作為人質的長女在攻滅前被殺害。同年與長年宿敵宍戶家修補關係。將次女五龍局嫁給宍戶氏家督宍戶元源嫡孫宍戶隆家。後來毛利家亦招攬了生城山天野氏及有著殺父之仇的原武田氏家臣熊谷氏，確保了安藝國盟主的地位。
1539年（天文8年），大內氏消滅了北九州大名少貳氏，大內氏與大友氏關係得以和解。因而安心地向安藝武田氏發動攻擊，首先是向佐東銀山城進軍，毛利元就跟隨戰鬥，城主武田信實逃離佐東銀山城，一度前往若狹國，後來成為了尼子氏家臣。
1540年（天文9年），尼子晴久率領三萬大軍入侵吉田郡山城，兵分兩路進攻毛利氏。先鋒由尼子氏精銳部隊新宮黨擔當，尼子國久為大將經備後進入安藝，毛利元就向姻親宍戶氏求援，宍戶氏及深瀨氏部隊在可愛川附近以投石戰術截擊新宮黨，尼子國久敗走。尼子晴久稍后親率尼子大軍經石見進入安藝，並得到毛利氏舊盟吉川氏加入，在吉田郡山城附近的風越山佈下本陣。毛利元就徵召全境領民加上原有的3000兵準備籠城戰死守，並向大内氏及附近安藝國人眾求援。基於劣勢，毛利軍採取游擊戰減少士兵傷亡，竹原小早川氏及駐扎在豐島的大内氏杉隆相部隊亦與毛利氏聯合抵抗，尼子勢亦把本陣轉移至青光山。戰事由8月初持續到11月底，他們終於等到大內氏援軍，在陶隆房率領1萬士兵支援下，毛利氏和大内氏部隊成功突襲尼子本陣，斬殺高尾久友，尼子氏戰況危急，原來反對尼子晴久出兵的尼子久幸不惜犧牲己命，掩護晴久撤退，結果被毛利氏中原善左衛門所殺。毛利和大内的襲擊成功迫使士氣低落的尼子軍撤退，毛利家確立了安藝國的勢力。同年，毛利軍順勢收復了被尼子軍攻佔的佐東銀山城，武田氏家督武田信實逃亡到出雲國，一門眾武田信重切腹自盡，安藝武田氏徹底滅亡。戰後元就將安藝武田氏旗下的川内警固眾加以組織化，後來成為了毛利水軍的基礎。

### 統一安藝與控制吉川、小早川
1543年（天文12年），與大內軍聯合攻打月山富田城（第一次月山富田城之戰），但是安藝國吉川氏家督吉川興經、出雲國人眾三澤氏、三刀屋氏等叛變，由於大內軍戰線過長，後路一度被尼子軍阻礙，毛利氏家臣渡邊通喬裝為元就的替身，與安藝國人眾小早川正平等人的拼死奮戰下，元就安全返回吉田郡山城。次年，毛利元就派遣兒玉就忠以及福原貞俊支援備后國三吉氏，但是支援軍被尼子軍所擊敗（布野崩）。
長期臣服于大内氏之下，亦為大内氏立下功勞的元就備受大内義隆的信任，大内義隆將大内氏家老重臣内藤興盛之女收為養女，並許配給曾在山口擔任人質的元就長子毛利隆元，以此強化大内和毛利的關係。
1546年（天文15年），養母杉大方與正室妙玖先後病逝。毛利元也宣布退位隱居並讓家督由隆元繼承。在戰國時代，提前隱居為政權交接鋪路並非罕見之事，且彷彿以此為分水嶺般，元就對外的調略及擴張開始變得異常活躍。
1547年（天文16年），元就試圖控制正室妙玖出身的吉川氏，他利用當時吉川氏家臣團的不和，拉攏吉川興經叔父、妙玖的兄弟吉川經世，幫助經世剷除興經寵信的家臣大鹽右衛門尉，並與吉川經世、森脇祐有合謀迫使吉川興經隱居，將次男元春過繼吉川氏成為興經的養子，把興經送到毛利領内幽禁起來並監視。
1548年（天文17年），次男元春與妻子新莊局（熊谷信直之女）誕下嫡子鶴壽丸(即日後的吉川元長)。元就偕同三子，長男毛利隆元、次男吉川元春、三男小早川隆景同赴山口館拜見大內義隆，並定下了隆元與內藤興盛之女妙壽的婚事。
1549年（天文18年），大內義隆認妙壽為養女，嫁予長男隆元，是為尾崎局。
1550年（天文19年），三年後元就為免除後患，委派旗下的國人眾熊谷信直、天野隆重就將吉川興經及其子吉川千法師殺害。另外，元就亦介入安藝國人眾小早川氏的繼承人問題，當時小早川氏分爲竹原小早川氏和沼田小早川氏，竹原小早川氏家督興景病亡無嗣，元就先把三子德壽丸送往竹原繼承竹原小早川氏，得到手島景繁及磯兼景通等竹原家家臣支持。沼田小早川氏家督小早川正平在月山富田城之戰陣亡，當時小早川正平長子小早川繁平雙目失明並不適合繼任家督，元就計劃讓隆景迎娶正平之女，並繼承沼田家，一統兩家小早川。爲此元就重施故技拉攏沼田家家臣，如乃美宗勝、椋梨弘平、梨子羽宣平、國貞景氏，但也有部分小早川氏家臣反對，在親毛利派的沼田家臣協助下，反對派的田坂全慶、土倉秋平、近宗長平被殺，小早川氏落入毛利氏的控制下，小早川繁平隱居讓渡家督予德壽丸，兩小早川氏重新統一。透過這兩次事件毛利氏控制了吉川氏及小早川氏，確立了毛利兩川體制，吉川氏鄰近出雲國和石見國，小早川氏則握有水軍且位處安藝國東南，兩家直接併入毛利無疑大大增強毛利氏的實力。毛利元就透過婚姻外交結盟、軍事援助及過繼等手段，把毛利氏勢力逐漸伸展至整個安藝國，甚至接受大内氏的命令進入臨近的備後國，攻打親尼子氏的備後國人眾江田隆連、杉原理興等。
1550年（天文19年），毛利元就一舉翦除以家臣井上元兼爲首的安藝井上氏一族，僅少數井上族人因或與毛利氏有姻親關係；或為元就之心腹而得以倖免，事件過後毛利氏家臣發表向毛利元就忠誠的宣誓文書。透過這次肅清行動，毛利元就加強家臣對主家的向心力，從此毛利氏正式轉化為戰國大名。

### 陶晴賢叛亂及嚴島之戰
1551年（天文20年），大內義隆被家臣陶晴賢推翻（大寧寺之變），大内義隆及嫡子龜童丸被弑，陶晴賢不欲負上謀反的罪名，因此向豐後國大友氏過繼大友晴英到大内氏，改名大内義長繼承大内氏以作傀儡。毛利元就一直對陶晴賢的謀反行動不置可否，待義隆死後元就先發制人，出兵攻擊平賀氏的頭崎城及大内氏的槌山城，元就出兵支援平賀氏宗家的平賀廣相奪回被大内義隆指派、來自小早川氏的平賀隆保所佔據的平賀氏家督位置，平賀隆保走投無路下自盡。然而毛利氏仍然未公開跟陶晴賢決裂，石見國吉見氏家督、大内義興女婿吉見正賴首先宣佈討伐陶晴賢，並聯絡元就共事。吉見正賴跟陶晴賢相比實力顯得懸殊，不久戰敗降服。可是這時候，毛利氏卻公開向陶晴賢斷交，並繼續攻打原屬大内氏控制的安藝國西部。
有鑑於兩軍的兵力動員差距，毛利軍最多只能召集4000兵，而陶軍可以召集3萬兵。倘若毛利元就選擇正面跟陶晴賢作戰，可謂毫無勝算。毛利元就決定用計策對付陶晴賢。首先，毛利元就偽造一封書信，刻意洩露給陶晴賢知道，信中涉及毛利氏跟陶晴賢得力家臣江良房榮聯絡，並且得到江良房榮答應擔任内應。陶晴賢不虞有詐，當下捕殺了江良房榮。與此同時，毛利元就為避免和大内氏決戰之時受到尼子氏襲擊，毛利元就再次運用偽造書信的策略，同樣刻意把書信洩露給尼子氏家督尼子晴久，毛利元就假造與身兼尼子晴久叔父和丈人、精銳部隊新宮黨領導人尼子國久秘密交往，於是使晴久懷疑新宮黨忠誠，結果晴久召喚新宮黨到月山富田城覲見，以此成功誘殺新宮黨大部分核心成員，包括國久及其子誠久、敬久、誠久數子。誠久第四子在乳母保護下逃亡京都東福寺出家，他就是後來被山中幸盛擁立的尼子勝久。時為1554年，經過兩次精心策劃的反間計，元就成功削弱了大内氏和尼子氏。
為了開戰的準備，毛利元就仍需要多做些預備工作，他認為必須把陶晴賢引誘上安藝國南方的嚴島決戰，利用那裏不利於大部隊活動的地形，一舉消滅陶軍，於是他先在嚴島上建築宮尾城，委派己斐直之、新里宮内少輔率領少量士兵進駐，又派遣間諜進入大内氏領内散佈謠言，宣稱毛利元就害怕陶晴賢攻打宮尾城，讓陶晴賢信以為真。爲了加強計謀的效果，元就指示擔任自己家臣、嚴島對岸的櫻尾城城主桂元澄寫信予陶晴賢以報父仇為名暗通陶晴賢，願擔任陶軍内應，配合其攻打嚴島云云。經過這幾件事，元就成功讓陶晴賢相信攻克宮尾城便能消滅毛利氏。
1554年（天文23年），陶晴賢派遣先鋒宮川房長先行出兵三千攻擊毛利氏，雙方在折敷畑山開戰，是為折敷畑之戰。宮川房長部隊和安藝國反毛利氏勢力合流，全軍增加到7000人，但卻被毛利元就、毛利隆元、吉川元春、小早川隆景四父子從三方包圍，宮川房長戰敗而亡，支持大内氏的安藝國人眾野間隆實被元就招降後滅族，至此安藝國完全落入毛利氏手中。
1555年（天文24年），陶晴賢不顧重臣弘中隆兼等反對決意親征嚴島，弘中隆兼等人主張應從陸路攻打毛利氏。陶晴賢得到屋代島水軍的援助，全軍分乘500艘船隻渡海攻打嚴島宮尾城。毛利元就在此時成功爭取到瀨戶内海海賊眾的三家村上水軍加入，據説當毛利元就求助村上水軍時，只要求村上水軍借出船隻一日時間搭載毛利士兵往嚴島。雙方主力在嚴島交戰（嚴島之戰），毛利元就、隆元和元春三父子乘著暴風雨登陸嚴島，並乘夜翻越博弈尾突襲駐扎在山坡下塔之岡的陶軍，另一方面小早川隆景及兒玉就方等率領毛利水軍和村上水軍包圍嚴島對開海面，並消滅大内氏的屋代島水軍三浦房清等，陸上的陶軍被毛利軍夜襲而一片混亂，潰不成軍。弘中隆兼及其子隆助嘗試組織士兵抵抗不果，雙雙陣亡。最終僅得4000士兵的毛利元就擊敗了5倍於己、號稱二萬大軍的陶晴賢，陶晴賢本人則一路奔逃到陶軍登陸地大元浦，他眼見海面盡是毛利水軍，自覺無路可逃便自盡了斷。經此一役，毛利氏加緊進攻大内氏領地，確立了橫跨周防、安藝兩國的霸權。
1555年（弘治元年），尼子晴久為奪取位於石見國的石見銀山，趁著大內家因陶晴賢弒主產生混亂，在聯合豪族小笠原長雄一舉攻奪了石見銀山。
1556年（弘治2年），同樣覬覦石見銀山的毛利元就也對石見伸手，策反尼子家山吹城守將刺賀長信，親自帶兵攻打護衛銀山的據點龜谷城。當時正發兵備前國的尼子晴久迅速轉向，發兵兩萬五千救援龜谷城，並在忍原與毛利軍分隊宍戶隆家的七千兵馬展開激戰，毛利軍在死傷數百後，宍戶隆家敗走，敗軍波及毛利元就和吉川元春的部隊，被尼子晴久伺機追殺擊潰。
1557年（弘治3年），出兵攻打大內氏（防長經略），接連擊敗或降服大内氏的國人眾，如杉隆泰、椙杜隆康、山崎興盛、江良賢宣等，包圍長門且山城，大内氏家老内藤隆世以毛利氏許諾保全大内義長性命為條件開城投降後切腹自盡，但毛利氏仍強逼義長自盡，大內氏宣告滅亡。

### 驅逐尼子氏及晚年
雖然毛利氏控制了大內氏大部份在中國地方的舊領土，毛利軍為奪取石見銀山屢屢向尼子家發起攻勢，1556年敗給尼子晴久後（忍原崩），1559年毛利元就再度進攻，雖拿下小笠原長雄鎮守的溫湯城，但無法打下山吹城，毛利軍在撤退時遭到山吹城守將本城常光的突襲受到重創，毛利軍大敗而回（降露坂之戰）。及後，毛利元就假意答應讓出石見銀山的管理權，方能讓本城常光倒戈投降，但本城一族隨即遭到毛利氏誅殺，銀山落入毛利氏手中。本城常光的死令不少一度轉投毛利氏的石見、出雲國人眾，如福屋隆兼、三澤為清、三刀屋久祐等重投尼子氏。
1561年（永祿3年）12月，尼子晴久病逝，由尼子義久繼任。尼子氏出現了混亂，幕府將軍足利義輝介入，雖然元就一度無意與幕府協調和解工作，但是為顧及面子，元就決定與尼子氏和睦，史稱雲藝和議。
1562年（永祿4年），毛利氏摒棄與尼子家和議的條約，尼子軍前線主將本城常光被毛利元就派人勸降。翌年派兵攻打尼子軍的白鹿城，毛利軍攻佔了白鹿城之後基本上將月山富田城包圍起來，對尼子氏來説白鹿城的失陷等於月山富田城已無屏障，大批國人眾被逼降服于毛利氏之下。其後為攻打月山富田城做好足夠的準備。
1563年（永祿5年），長男毛利隆元在備後國與當地國人眾和智誠春見面后突然急病逝世，對元就造成不少打擊，有傳隆元被下毒暗殺，元就命令和智誠春及隆元心腹赤川元保自盡以示負責。
1565年（永祿8年），毛利軍對月山富田城開始進行包圍，第一次包圍被尼子軍擊退。同年9月進行第二次包圍，期間成功散佈謠言云尼子氏家老宇山久兼已和毛利氏内通，義久盡信傳言，將負責處理兵糧的宇山久兼斬首處死。毛利軍經過長時間的包圍下，城內開始缺糧，城中開始以粥代飯，陸續出現投降的士兵。11月，尼子義久向毛利軍投降，與兩名弟弟移送安藝國監禁長達二十多年。當時毛利氏已經成為了控制八國的大名。
尼子家仍未正式滅亡，部份尼子家餘臣仍然嘗試作出反抗，山中幸盛推舉了尼子誠久在京都出家的兒子尼子勝久，試圖恢復尼子氏的政權，另外大友氏亦準備在九州進行爭奪原屬大内氏的豐前國和筑後國領地，長年流亡大友氏的大内義興之侄大內輝弘得到大友氏援助試圖恢復大内氏，向山口發動突襲，毛利陷入兩難情況。毛利氏爲了進入北九州的門戶——豐前門司城多番和大友氏作戰，並且和古處山城的秋月種實結盟，又策反臣屬大友氏的立花山城城主立花鑑載和寳滿山城城主高橋鑑種，經過權衡得失之後，毛利元就決定與大友軍和解，撤兵返回中國地方平定大内氏和尼子氏的殘餘勢力。毛利放棄了九州的領土，把大友宗麟一直無法攻佔的門司城讓出，最後毛利軍擊敗了受大友氏援助入侵周防的大內輝弘。雖然多個出雲國的城堡被尼子軍攻佔，但毛利軍成功守住險要月山富田城。
1570年（元龜元年），毛利輝元率兵在布部山之戰擊敗了尼子軍，將尼子軍完全驅逐出雲。
在元就晚年期間，開始與京畿活躍的勢力接觸，幕府將軍足利義昭與織田信長關係決裂後，曾拉攏毛利元就參與信長包圍網，不過元就拒絕了義昭，元就並與信長維持良好關係，在元就逝世，織田信長派遣使者悼念他。
元就踏入晚年身體開始衰弱，曾經找足利義輝醫師曲直瀨道三治療，並且成功康復。最終1571年（元龜2年）6月14日在吉田郡山城病逝，死因可能是衰老或食道癌。
用兵方面毛利元就，根据各种文书的统计，其一生合战次数超过200次，这在战国时代是相当少见的。（当然也有说法把他的合战次数压缩到了48场，其中赢了43场，胜率依旧是最高的），且屡出奇计，经典战例有：有田中井手之战，此战中败杀了号称今之项羽的武田元繁，以及吉田郡山城合战，笼城军不过千余，配合大内义隆的援军成功击退了尼子晴久的数万兵马，还有严岛之战，借用村上武吉的水军大破陶隆房二万，斩首三千，被誉为中國的桶狭间（实际上应该是桶狭间合战被称为“本州的严岛”）。其一生出奇谋无数，早年甚至有明朝人士朱良范在日本，曾為元就觀卜面相，称赞元就说此人有唐宗宋祖之相，不可小觑。而元就的败绩也是很少的，日本人统计出来只有5场，而无论是5/48，还是5/200，这在日本战国的失败率都是相当小的。無疑可说毛利元就為日本第一常勝將軍，就算是武田信玄或上杉謙信，亦無法與之相較。
上杉谦信一生38战23胜4败11平，武田信玄一生54战37胜8败9平，整體質量無法跟元就相比。

## 三矢之訓和毛利兩川政治制度
三矢之訓原本見於毛利元就寫給其子的書信中，提到「三兄弟若不互相團結一致，將會像一支一支的箭被折斷；但若是團結起來將會成為三支綁在一綑的箭，就不容易被折斷了」的內容，書信中頗具警示的味道。後來被後人穿鑿附會，被描寫成現代人所知的以折箭教子的故事。簡而言之，現今的三矢之訓是虛構的，最明顯是在日本出現三矢之訓故事之前，中國已經有類似版本的教子故事，分別有吐谷渾阿柴教子的版本（南朝宋紀作阿柴，魏書作阿豺）和蒙古成吉思汗版本。
即便是如此，這個故事仍然深入民心，成爲日本人公認的家教典範。
三矢之訓被視為成立“毛利兩川”制度的起點。所謂的“毛利兩川”制度是元就讓次子元春繼承山邊的吉川家和三子隆景繼承海邊的小早川家的家業，使之輔佐毛利宗家（毛利隆元的子孫）。這種制度在戰國時代並不罕見，更非毛利氏獨有。例如：北條氏相模的“相模之獅”北條氏康便把三子氏邦送往藤田氏、次子氏照送往大石氏，甚至把幼子氏秀送往越後上杉謙信處，圖謀繼承上杉氏；土佐的長宗我部國親把二子親貞送往土佐吉良氏、三子親泰送往香宗我部氏；還有東北陸奧的伊達氏更是政略婚姻同盟與周圍大名結成姻親。這些送子過繼他家成爲戰國大名常用的手段，用以兼併其它家族的領地作為本家屏障，保障和增強自己本家的實力。
在這過程中，不但實質上控制了原屬其他家族的領土和經濟資源，還進一步使過繼子的家臣過渡為本家的直屬家臣，達到招攬人才的目的。
毛利兩川制度把靠近出雲的吉川氏配置為主管山陰道的軍事力量，接近瀨戶内海、擁有水軍的小早川氏主管山陽道的軍事力量。在這制度之下，毛利元就還重新分配家臣輔助兒子，如口羽通良、熊谷信直、杉原盛重轉爲吉川元春的重臣，乃美宗勝、清水宗治、兒玉就方為小早川隆景的部下。毛利本家則居中，家督居城吉田郡山城及後來的廣島城仍然在安藝境内，受著吉川氏和小早川氏兩家的包圍受到保護。這種制度更平衡了吉川元春和小早川隆景的權力，兩人在評定會議的話語權完全平等，例如備中高松城之戰跟羽柴秀吉議和之後，吉川元春主張追擊撤退的羽柴軍，而小早川隆景則主張讓秀吉順利撤退靜觀其變，兩者的意見只待毛利家督毛利輝元定奪，而非吉川或小早川其中一者淩駕對方的意見，可見毛利元就生前定下這制度的要點正在於讓家族内部團結，避免互相猜忌，甚至自相殘殺。

## 百萬一心
“百万一心”是毛利元就建築吉田郡山城所刻的石碑。唸法是「一日一力一心」，意思是國人同心合力有沒有什麼事辦不到成。據說這句話是為鞏固平民及豪族的心所想出來的，此外據說元就亦在戰爭曾經用過。此石碑在江戶時代被發現，現時為日語中的成語之一。
據説毛利元就非常重視家臣團的團結及對毛利主家的忠誠，曾經有一位家臣膝部中了毒箭，傷口化膿有斷腿之虞，毛利元就聽説后二話不説便俯下身來，吸啜家臣腿上傷口的毒液和膿水，再將之吐出。家臣因元就的行爲而感動不已，當場淚流滿臉。此段亦為後世創作，原故事典型為戰國時代將軍吳起為士兵吸毒膿的故事，所謂謀將亦出自陰徳太平記、吉田物語等非史實創作，三折箭亦為中國故事日本版。

## 人物
- 與出雲的尼子經久和備前的宇喜多直家併稱中國三大謀將，為戰國時代中國地區擅用謀略成為戰國大名的代表人物。
- 鐵路唱歌（第二集山陽九州篇）其中一部份出自嚴島稱讚元就的歌詞。「毛利元就在此島，城外迎擊的敵人。將陶晴賢殺死，成為了武臣典範。」（毛利元就この島に城をかまえて君の敵陶晴賢を誅せしはのこす武臣の鑑なり）
- 有鑑於父親弘元及兄長興元因酗酒而早死，元就決定不喝酒，曾對嫡孫輝元以書信下達禁酒令。但是元就亦有試過將藥草混入酒中飲用。
- 雖是政略結婚，但與正室妙玖感情十分融洽，在妙玖過世後的私人書信中寫下了「最近一直思念著妙玖(近頃妙玖のことばかり思い出されてならない)」、「要是妙玖還活著的話...(妙玖が生きていれば・・・)」、「妻子從後頭治理著我這點還真是沒錯(内をば妻を以て治めというが本当にその通りだと思う)」等充滿思念的言語，元就在妙玖生前都沒有立側室，到了妙玖過世後兩年才開始迎娶側室。
- 元就曾經在毛利隆元死後，一度意志低沉。當他知道長男逝世後就暈倒，連續三天三夜哭泣不止。之後他曾說過：「想早點死，前往隆元的地方」。
- 對於版圖擴充非常謹慎，在他的遺言中，不要求他們統一天下。反而是讓子孫繼續領導家族，保住全日本六十國其中的五份之一。讓子孫繼續保持榮華富貴。
- 其中「三矢之誓」以及維持領地的遺言成為了黑澤明執導電影亂的藍本。
- 後世所留下的私人信件數量相當多，內容也相當龐大，其中訓示三子齊心的『三子訓示狀』的信紙長度更是長達匪夷所思的2.85公尺；後世分析元就的信件時，發覺他有瑣碎的重複提起相同主題的習慣，吉本健二、舘鼻誠等戰國研究家都對元就的信做出了「冗長乏味」、「一個勤勉的說教狂」的評價。此外，由於信件的錯漏字異常的少，研究亦認為元就有先擬好草稿再寫信的習慣。
- 在通訊不發達的戰國時代，其他國家的文書有時會誤將元就的姓氏「毛利(もうり)」誤記為發音相近的「森(もり)」。

## 毛利元就的信仰及宗教政策
毛利元就幼年受到養母杉大方的影響，經常唸佛經，信奉的是法華宗。毛利元就自稱幼年時跟隨杉大方在一次拜訪家臣井上光兼時，遇到一位客居的僧人，這位僧人向元就母子傳授佛法，於是杉大方和元就這對母子自此每天早上例必面向太陽念誦“南無阿彌陀佛”十遍，元就甚至把這種習慣寫入書信當中，勸喻兒子們也要這樣做。
毛利元就本人的信仰雖然非常明確，但其在領内卻採取非常開明的宗教政策，不僅繼承大内氏允許基督教傳播信仰的宗教自由政策，元就也從不出手打壓任何宗教或干涉民衆的宗教信仰。戰國時代的中國地方可說是混雜了不同的宗教信仰，既有傳統的神道教和佔據主流的佛教，又有新興的基督教信仰。終毛利氏管治下的中國地方半個世紀，不僅宗教形式的民變或戰爭並不多，寺院武裝也並不強大。
歸其原因主要有以下數個：
1. 神道教雖日漸式微，但中國地方仍有歷史悠久的嚴島神社及出雲大社，不論大内氏還是毛利氏的家督也時常前往祈福，對百姓信仰產生影響力。
2. 中國地方的政治生態，由大内氏取代沒落的山名氏對峙細川氏，演變成大内氏和尼子氏兩雄爭霸局面，最後一統于毛利氏，衆多國人眾對不同的霸者採取臣服態度。中國地方的戰爭仍以局部戰事為主，並未造成大規模和具破壞性的戰鬥，國人眾領主多採取有利於保境安民的策略，隨時看風轉舵輪流向得勢者表示效忠。在相對安泰的環境下，民衆也就無需借助宗教勢力宣洩對現實的不滿。
3. 毛利氏在打倒大内氏和尼子氏之前，後兩者分別控制日明貿易及石見銀山，財政資源強大，軍事實力遠非一般宗教勢力所能及。
4. 中國地方在本州西部，遠離一向宗根據地，一向宗的影響力微乎其微。[來源請求]

## 毛利元就的子女
| 長序 | 名前               | 幼名     | 出生年                 | 生母     | 繼承                         |
| ---- | ------------------ | -------- | ---------------------- | -------- | ---------------------------- |
| 長男 | 少輔太郎隆元       | 千代壽丸 | 大永三年（1523年）     | 妙玖     | 毛利氏                       |
| 次男 | 少輔次郎元春       | 松壽丸   | 享祿三年（1530年）     | 妙玖     | 吉川氏                       |
| 三男 | 又四郎隆景         | 德壽丸   | 天文二年（1533年）     | 妙玖     | 小早川氏                     |
| 四男 | 少輔四郎元清       |          | 天文二十年（1551年）   | 乃美大方 | 穗井田氏                     |
| 五男 | 少輔十郎元秋       |          | 天文二十一年（1552年） | 三吉氏   | 椙杜氏                       |
| 六男 | 孫四郎出羽元俱     | 鶴法師   | 弘治元年（1555年）     | 三吉氏   | 出羽氏                       |
| 七男 | 少輔六郎天野元政   | 千虎丸   | 永祿二年（1559年）     | 乃美大方 | 天野氏                       |
| 八男 | 少輔七郎末次元康   |          | 永祿三年（1560年）     | 三吉氏   | 末次氏（前）、椙杜氏（後）   |
| 九男 | 藤四郎元總（秀包） | 才菊丸   | 永祿十年（1567年）     | 乃美大方 | 大田氏（前）、小早川氏（後） |
| 長序 | 名字               | 幼名     | 出生年                 | 生母     | 夫君                         |
| 長女 |                    |          |                        | 妙玖     | 高橋氏人質                   |
| 次女 | 五龍局             |          | 享祿二年（1529年）     | 妙玖     | 宍戶隆家                     |
| 三女 |                    |          |                        | 三吉氏   | 上原元將                     |

## 官位、役职
- 1533年（天文2年）9月25日、從五位下。9月28日、右馬頭。
- 1560年（永祿3年）2月15日、从四位下、陸奥守。
- 1561年（永祿4年）12月8日、幕府相伴衆。
- 1562年（永祿5年）5月18日、從四位上、陸奥守。
- 1571年（元龜2年）6月14日、死去。享年75
- 1572年（元龜3年）、贈從三位。
- 1908年（明治41年）4月2日、追贈正一位。

## 毛利一門眾
- 內藤隆春（長男毛利隆元妻弟）
- 宍戶隆家（次女五龍局之夫）
- 熊谷信直（次男吉川元春岳父）
- 吉川經世（正室妙玖之兄）
- 市川經好（舅兄吉川經世之子）

## 毛利五奉行
- 國司元相
- 兒玉就忠
- 赤川元保
- 粟屋元親
- 桂元忠

## 毛利十八將
- 吉川元春
- 小早川隆景
- 宍戶隆家
- 熊谷信直
- 福原貞俊
- 粟屋元秀
- 飯田元親
- 志道廣良
- 口羽通良
- 國司元相
- 粟屋元親
- 兒玉就忠
- 桂元澄
- 赤川元保
- 天野隆重
- 渡邊長
- 吉見正頼
- 井上元兼

## 登場作品
小說
- 毛利元就（東都書房、山岡莊八著）
- 元就和他的女人們（中央公論新社、永井路子（日语：永井路子）著）
- 山霧：毛利元就之妻（文藝春秋、永井路子著）
- 霸道之鷲 毛利元就（新潮社、古川薫（日语：古川薫）著）
- 智謀之人 毛利元就（中央公論新社、古川薰著）
- 毛利元就與戰國武將們（PHP研究所、古川薰著）
- 小說毛利元就（PHP研究所、童門冬二（日语：童門冬二）著）
- 毛利元就：長於知略的西國霸者（PHP研究所、和田恭太郎著）
- 青雲之鷲（講談社、谷恒生（日语：谷恒生）著）
- 毛利元就（青樹社、徳永真一郎（日语：徳永真一郎）著）
- 毛利元就（学陽書房、松永義弘（日语：松永義弘）著）
- 毛利元就（東京文藝社、榊山潤（日语：榊山潤）著）
- 毛利元就：令秀吉與家康畏怖的男人（PRESIDENT社（日语：プレジデント社）、堺屋太一著）
- 元就軍紀（德間書店、櫻田晉也（日语：桜田晋也）著）
- 毛利元就與陶晴賢（新人物往来社、山本一成著）
- 荒天是吉日（鳥影社、馬場誠二著）
- 我、並不窺望天下：毛利元就軍記（祥傳社、渡邊壽光著）

影視劇
- 毛利元就（1983年、RCC、演：平幹二朗）
- 鶴姬傳奇（日语：鶴姫伝奇 -興亡瀬戸内水軍-）（1993年、NTV、演：疋田泰盛）
- 毛利元就（1997年、NHK大河劇、演：中村橋之助（日语：中村芝翫 (8代目)））

游戏
- 战国无双系列&無雙OROCHI系列（光荣公司，石川英郎配音）
- 毛利元就传（光荣公司）
- 戰國Basara系列（Capcom，中原茂配音）
- 战国兰斯
- 美男戰國～穿越時空之戀，配音：小西克幸

## 解釋和腳註
1. ↑  陳傑. . : 第127頁.
2. ↑  妙玖為死後的法名，真名不為人知（洪維揚. . : 第30頁.）
3. ↑  陳傑. . : 第118頁.
4. 1 2 3  陳傑. . : 第124頁.
5. ↑  洪維揚. . : 第32頁.
6. ↑  宍戶氏家督宍戶元源與深瀨氏家督深瀨隆兼為親兄弟
7. ↑  陳傑. . : 第120頁.
8. ↑  尼子經久弟
9. ↑  陳傑. . : 第121頁.
10. ↑  武田元繁之孫
11. ↑  渡邊勝之子
12. ↑  家督為三吉隆亮
13. ↑  吉川元春丈人
14. ↑  陳傑. . : 第130頁.
15. ↑  興景之妻為元就侄女
16. ↑  洪維揚. . : 第33頁.
17. ↑  后獲賜大内義隆的“隆”字，改名為小早川隆景
18. ↑  如宍戶氏和熊谷氏
19. ↑  如平賀氏
20. ↑  洪維揚. . : 第43頁.
21. ↑  大内義長之母是大内義興之女
22. ↑  茂呂美耶. . : 第65頁.
23. ↑  陳傑. . : 第131頁.
24. 1 2  洪維揚. . : 第48頁.
25. ↑  也有另一個版本認爲江良房榮的確答應了内通毛利元就，但後來卻反悔，於是遭到毛利元就陷害
26. ↑  洪維揚. . : 第35頁.
27. ↑  也有一說認爲晴久實際上識破元就的計策，他仍然肅清新宮黨，意在消除尼子氏内部能威脅自己的勢力，強化自己的地位
28. 1 2 3  茂呂美耶. . : 第66頁.
29. ↑  桂元澄之父桂廣澄因早年牽涉入相合元綱謀反事件而自裁
30. ↑  洪維揚. . : 第49頁.
31. ↑  陳傑. . : 第132頁.
32. ↑  因島村上吉充、本屬伊予國河野氏的來島通康、能島村上武吉 洪維揚. . : 第51頁.
33. ↑  陳傑. . : 第133頁.
34. ↑  内藤興盛長孫
35. ↑  洪維揚. . : 第39頁.